# 179223 Tonytyson
179223 Tonytyson è un asteroide della fascia principale. Scoperto nel 2001, presenta un'orbita caratterizzata da un semiasse maggiore pari a 2,7455025 au e da un'eccentricità di 0,0024103, inclinata di 5,94972° rispetto all'eclittica.